# فهد المنیف (زاده ۱۹۹۴)
فهد المنیف (عربی: فهد إبراهيم المنيف؛ زادهٔ ۱۰ مهٔ ۱۹۹۴) یک ورزشکار اهل عربستان سعودی است.
از باشگاه‌هایی که در آن بازی کرده‌است می‌توان به باشگاه فوتبال الفیصلی عربستان سعودی اشاره کرد.